# Xã Durham, Quận Stutsman, Bắc Dakota
Xã Durham (tiếng Anh: Durham Township) là một xã thuộc quận Stutsman, tiểu bang Bắc Dakota, Hoa Kỳ. Năm 2010, dân số của xã này là 50 người.